# Zapamiętaj imię swoje
Zapamiętaj imię swoje – polsko-radziecki dramat psychologiczny z 1974 roku w reżyserii Siergieja Kołosowa. Zdjęcia kręcono w Gdańsku, Leningradzie, Krakowie i Oświęcimiu.

## Obsada aktorska
- Ludmiła Kasatkina – Zinajda Worobiowa
- Ryszarda Hanin – Halina Truszczyńska
- Tadeusz Borowski – Eugeniusz Truszczyński
- Maciej Góraj – Andrzej
- Jerzy Moes – kapitan polski
- Barbara Rachwalska – sztubowa w obozie

## Opis fabuły
Akcja rozgrywa się w 1943. Do obozu koncentracyjnego Auschwitz-Birkenau trafia Zinaida Worobiowa i jej paroletni syn Gieńka. Szybko zostają rozdzieleni, a matka nakazuje dziecku, by to zapamiętało swoje imię, sama zapamiętuje jego numer obozowy. Po wyzwoleniu obozu w 1945, chory i wyczerpany Gieńka, jak wielu jego rówieśników w podobnym stanie, trafia do polskiego domu dziecka. Tam jedna z nauczycielek, Halina Truszczyńska, chce go usynowić i dać mu swoje nazwisko, bowiem chłopiec pamięta niejasno tylko swoje imię.